# We're the Millers
We're the Millers (bra: Família do Bagulho; prt: Trip de Família) é um filme de comédia estadunidense de 2013, dirigido por Rawson Marshall Thurber e estrelado por Jennifer Aniston, Jason Sudeikis, Emma Roberts, e Will Poulter. Foi lançado em 7 de agosto de 2013 pela Warner Bros. Pictures e New Line Cinema.

## Elenco
- Jennifer Aniston como Sarah "Rose" O'Reilly
- Jason Sudeikis como David Clark
- Emma Roberts como Casey Mathis
- Will Poulter como Kenny Rossmore
- Ed Helms como Brad Gurdlinger
- Nick Offerman como Don Fitzgerald
- Kathryn Hahn como Edie Fitzgerald
- Molly Quinn como Melissa Fitzgerald
- Ken Marino como Todd
- Tomer Sisley como Pablo Chacon
- Thomas Lennon como Rick Nathanson
- Matthew Willig como One-Eye
- Mark L. Young como Scottie P.
- Luis Guzmán como policial mexicano

## Produção
A produção começou em Wilmington, Carolina do Norte, em 23 de julho de 2012. A maioria da produção foi filmada na Carolina do Norte e Novo México. Ele foi apresentado durante o 2013 Traverse City Film Festival e também durante o Festival Internacional de Cinema de Locarno.

## Desenvolvimento
O filme estava em desenvolvimento por alguns anos. Em 2006, foi anunciado o filme tendo Steve Buscemi como o traficante e Will Arnett em outra função, mas nenhum desenvolvimento adicional foi feita. Em julho de 2012, vários meios de comunicação deram a notícia de que Jennifer Aniston e Jason Sudeikis estavam em negociações para estrelar o filme. O filme acrescentou Emma Roberts, Will Poulter, Ed Helms e Kathryn Hahn, em julho.

## Lançamento
O filme foi lançado nos cinemas em 7 de agosto de 2013 nos Estados Unidos, em 29 de agosto de 2013 em Portugal, e em 27 de setembro de 2013, no Brasil.

## Recepção
We're the Millers recebeu críticas mistas dos críticos. Revisão do site Rotten Tomatoes dá ao filme uma pontuação de 47%, com base em comentários de 139 críticos, com uma classificação média de 5.4/10. Consenso do site afirma que "suavemente ofensiva (ou talvez simplesmente ofensivamente branda), We're the Millers desperdiça seu potencial e seu elenco, com uma desigual, comédia preguiçosamente montado." Metacritic, que atribui uma pontuação média ponderada a partir de 1 de 100 a opiniões de críticos convencionais, que deu ao filme um 43 com base em 33 críticas, indicando "críticas mistas ou médias".
No CinemaScore em urnas públicas, os espectadores deram ao filme uma nota média de A-.
Comercialmente We're the Millers têm sido um sucesso financeiro de bilheteria de $150 milhões na América do Norte e quase $119 milhões internacionalmente para um total mundial de $269 milhões contra um orçamento de $37 milhões.

## Prêmios
| Ano  | Prêmio                        | Categoria                         | Nomeado                                    | Resultado |        |
| ---- | ----------------------------- | --------------------------------- | ------------------------------------------ | --------- | ------ |
| 2014 | Teen Choice Awards            | Melhor Atriz em Filme de Comédia  | Emma Roberts                               | Venceu    | [ 16 ] |
| 2014 | Teen Choice Awards            | Melhor Beijo                      | Will Poulter Emma Roberts Jennifer Aniston | Indicado  |        |
| 2014 | Teen Choice Awards            | Melhor Chilique                   | Jason Sudeikis                             | Indicado  |        |
| 2014 | Russian National Movie Awards | Melhor Comédia Estrangeira do Ano | Família do Bagulho                         | Indicado  |        |
| 2014 | People's Choice Awards        | Melhor Dupla em Filme             | Jennifer Aniston Jason Sudeikis            | Indicado  |        |
| 2014 | People's Choice Awards        | Melhor Filme de Comédia           | Família do Bagulho                         | Indicado  |        |
| 2014 | MTV Movie Awards              | Melhor Revelação                  | Will Poulter                               | Venceu    | [ 17 ] |
| 2014 | MTV Movie Awards              | Melhor Beijo                      | Emma Roberts Jennifer Aniston Will Poulter | Venceu    | [ 17 ] |
| 2014 | MTV Movie Awards              | Melhor Aparição sem Camisa        | Jennifer Aniston                           | Indicado  | [ 17 ] |
| 2014 | MTV Movie Awards              | Melhor Atriz                      | Jennifer Aniston                           | Indicado  | [ 17 ] |
| 2014 | MTV Movie Awards              | Melhor Performance Cômica         | Jason Sudeikis                             | Indicado  | [ 17 ] |
| 2014 | MTV Movie Awards              | Melhor Momento Musical            | Will Poulter                               | Indicado  | [ 17 ] |

## Trilha sonora
| Lista de faixas |                                              |                      |         |  |
| N.º             | Título                                       | Cantor(es)           | Duração |  |
| 1.              | "Count It Off"                               | The Saturday Knights |         |  |
| 2.              | "Problem"                                    | Natalia Kills        |         |  |
| 3.              | "Shake it Sleazy"                            | Ronald J. Webb       |         |  |
| 4.              | "Waiting at Home"                            | Ronald J. Webb       |         |  |
| 5.              | "Boner Garage"                               | Ronald J. Webb       |         |  |
| 6.              | "I’m A Man"                                  | Black Strobe         |         |  |
| 7.              | "Joined At The Hip"                          | Jonathan Carroll     |         |  |
| 8.              | "Stroke Me"                                  | Mickey Avalon        |         |  |
| 9.              | "The Stroke"                                 | Billy Squier         |         |  |
| 10.             | "Wild Child"                                 | Juliet Simms         |         |  |
| 11.             | "Hustlin’"                                   | Rick Ross            |         |  |
| 12.             | "Put The Gun Down"                           | ZZ Ward              |         |  |
| 13.             | "South Of The Border (Down Mexico Way)"      | Frank Sinatra        |         |  |
| 14.             | "Waterfalls"                                 | TLC                  |         |  |
| 15.             | "Shakey Ground"                              | The Temptations      |         |  |
| 16.             | "Werk Me"                                    | Hyper Crush          |         |  |
| 17.             | "Ragatanga"                                  | Rouge                |         |  |
| 18.             | "Officer of the Day"                         | Wurlitzer Pipe Band  |         |  |
| 19.             | "I’ll Be There For You (Theme from FRIENDS)" | The Rembrandts       |         |  |